# Вудс, Боб
Ро́берт «Боб» Вудс (англ. Robert "Bob" Woods; род. 2 сентября 1933, Канада) — канадский и шведский кёрлингист.
В составе мужской сборной Швеции по кёрлингу участник и серебряный призёр чемпионата мира 1967. Чемпион Швеции среди мужчин.
Играл на позиции четвёртого, был скипом команды.
В 1960-х ввёл в использование в Швеции стиль длинного выката со скольжением (англ. sled) кёрлингиста с камнем из колодок при броске (до этого кёрлингисты там бросали камни почти без скольжения вперёд, с места).

## Достижения
- Чемпионат мира по кёрлингу среди мужчин: серебро (1967).
- Чемпионат Швеции по кёрлингу среди мужчин: золото (1967).

## Команды
| Сезон                          | Четвёртый | Третий         | Второй        | Первый          | Турниры              |
| ------------------------------ | --------- | -------------- | ------------- | --------------- | -------------------- |
| Швеция                         |           |                |               |                 |                      |
| 1966—67                        | Боб Вудс  | Тотте Окерлунд | Бенгт аф Клен | Уве Сёдерстрём  | ЧШМ 1967 · ЧМ 1967   |
| Канада                         |           |                |               |                 |                      |
| 1971—72                        | Боб Вудс  | Нил Харрисон   | Peter Krivel  | Jim Hedrich     | [ 5 ]                |
| Кёрлинг среди смешанных команд |           |                |               |                 |                      |
| 1976—77                        | Боб Вудс  | Carol Thompson | Bill Schultz  | Eileen Appleton | ЧКСК 1977 (?? место) |

(скипы выделены полужирным шрифтом)